# 쿠샤다스

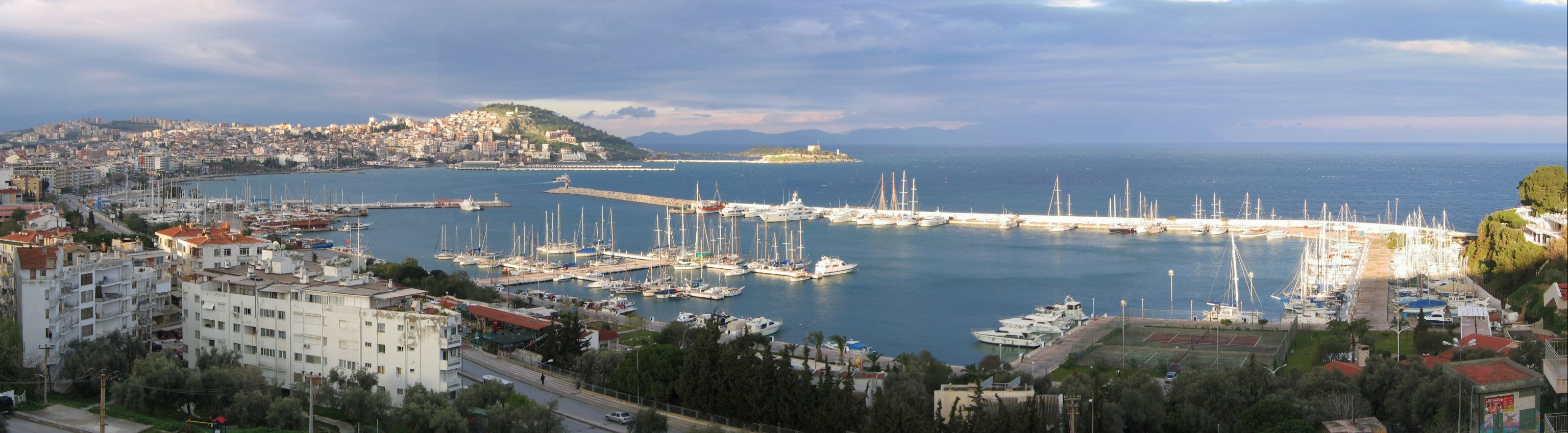
쿠샤다스 항

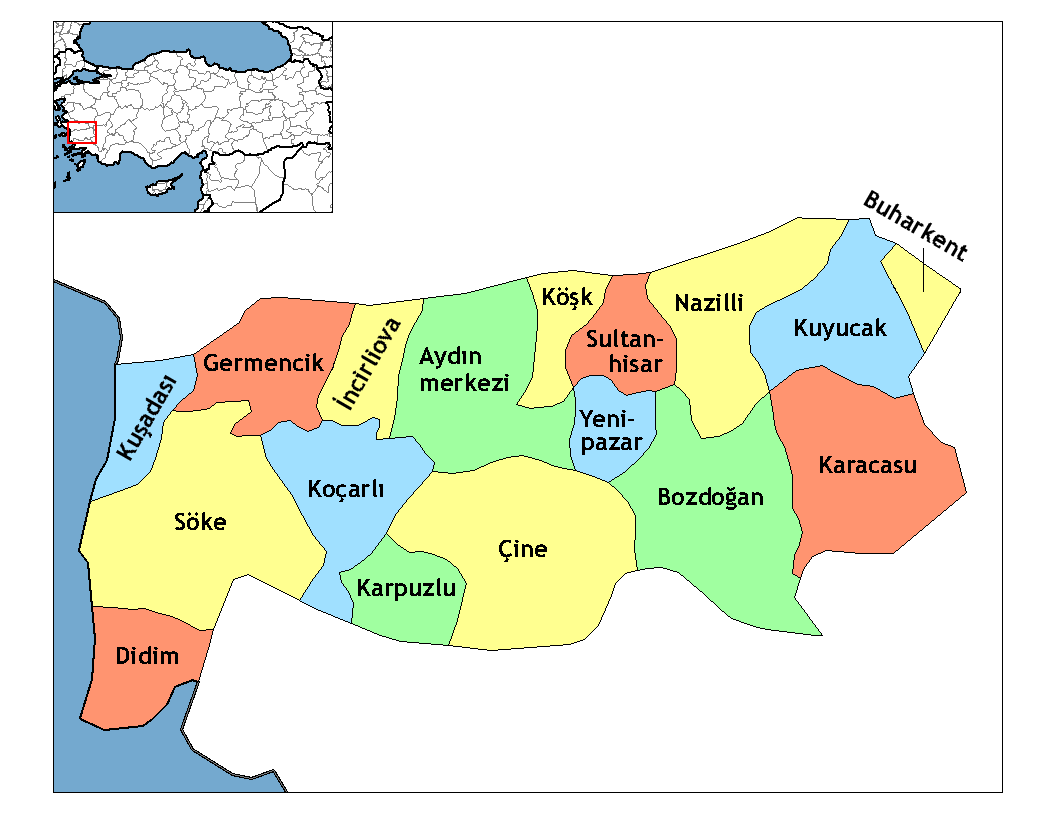
쿠샤다스의 위치

쿠샤다스(튀르키예어: Kuşadası)는 터키 서부에 위치한 아이딘주의 도시로, 면적은 264km2, 높이는 11m, 인구는 64,359명(2010년 기준)이다. 에게해와 접한 휴양 도시이며 아름다운 경관 때문에 많은 관광객들이 몰린다.

## 역사
고대 이오니아에 에페소스의 외항 퓌겔라(그리스어: Πύγελα, Pygela)가 있었고 기독교 초기인 기원전 2세기 로마 제국이 연안 지역을 차지했다. 성모 마리아와 사도 요한도 한때 이 곳에서 살았으며 당시에는 아니아(Ania)라고 부르기도 했다.
비잔틴 제국과 베네치아 공화국, 제노바 공화국 출신 상인들이 무역을 시작하면서 섬에 군대가 주둔하게 되었고 언덕에 있던 마을도 해안 지대로 이동했다. 1086년 튀르크족의 지배를 받게 되었고 에게해를 경유해서 동쪽으로 가는 상인들의 최종 목적지가 되었다. 십자군에 의해 파괴된 이후부터 1280년까지 비잔틴 제국의 지배를 받게 되었다. 1413년 오스만 제국의 지배를 받게 된다.